# Фелдманн, Доналд
Доналд Фелдманн (нидерл. Donald Feldmann; род. 1 декабря 1938 года, Амстердам) — нидерландский футболист, игравший на позиции левого крайнего нападающего, выступал за команды АФК, «Аякс», АДО и «Блау-Вит». Провёл несколько матчей за сборную Нидерландов до 19 лет.
После игровой карьеры работал тренером в любительской команде АДО. С 1997 по 2004 год входил в совет директоров «Аякса».
Младший брат футболиста Вима Фелдманна.

## Спортивная карьера
В возрасте 10 лет вступил в футбольный клуб АФК. На тот момент он проживал с родителями в южной части Амстердама по адресу Вехтстрат 185. Помимо футбола занимался также крикетом. Его старший брат Вим тоже находился в системе клуба. За взрослую команду Доналд начал играть в 16 лет — 7 апреля 1955 года сыграл свой первый матч в рамках второго класса чемпионата Нидерландов против клуба ОВВО. В сезоне 1954/55 его команда заняла последнее место в группе, но избежала вылета из-за введения в стране профессионального футбола и реорганизации системы чемпионата.

### «Аякс»

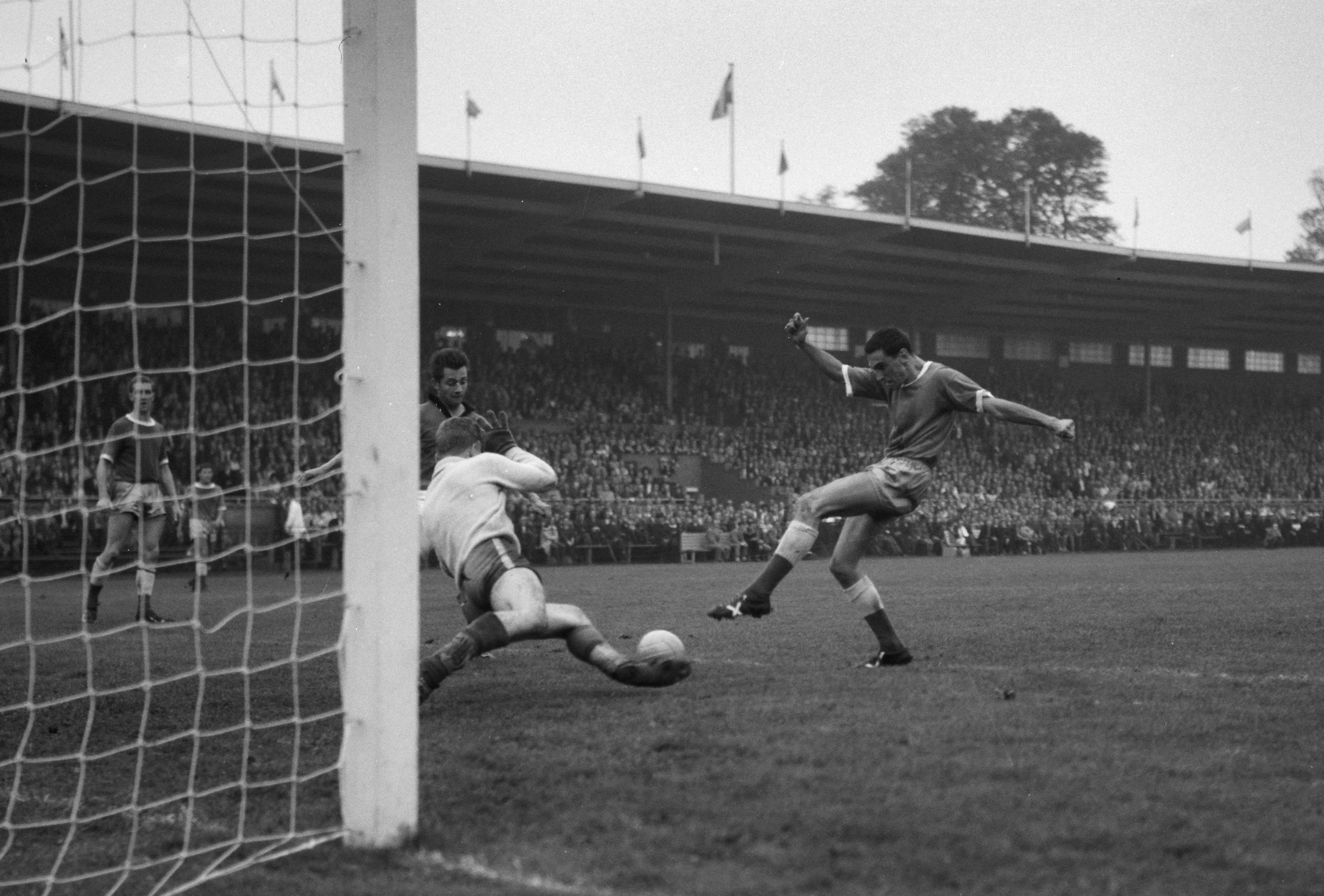
Фелдманн забивает гол в ворота «Волендама» в сентябре 1961 года

В декабре 1955 года подал запрос на переход в «Аякс». В сезоне 1956/57 выступал за молодёжную команду «Аякса». В феврале 1957 года был вызван в сборную Нидерландов до 19 лет — 27 февраля вышел в стартовом составе сборной в товарищеском матче с клубом третьего класса «Херкюлес» и по оценкам прессы хорошо себя проявил на левом фланге атаки. 2 марта сыграл против сверстников из Англии и стал автором голевого паса, прошедшая в Лондоне встреча завершилась со счетом 5:5. В апреле принял участие ещё в трёх матчах — против Бельгии, Англии и Австрии. Летом 1957 года в «Аякс» из «Энсхеде» перешёл его брат Вим.
В основном составе «Аякса» дебютировал 10 ноября 1957 года в матче чемпионата против НАК и уже на 3-й минуте открыл счёт своим голам. В дебютном сезоне сыграл всего в 4 матчах чемпионата, забив один гол. Лишь по прошествии двух сезонов стал получать больше игрового времени. В чемпионском сезоне 1959/60 на его счету было 9 забитых голов в 32 встречах. В сезоне 1960/61 конкурировал за место в составе с Петом Петерсеном и Питом Кейзером.
Свой последний сезон в клубе начал 17 сентября 1961 года с забитого гола в ворота МВВ в матче 5-го тура чемпионата, а в следующем туре оформил хет-трик в матче c «Волендамом». После поражения от «Фейеноорда» в дерби, Фелдманна в составе заменил Петерсен и лишь в конце февраля 1962 года он вернулся в основу. В том сезоне во всех турнирах сыграл 18 матчей и забил 8 голов. Последний матч за «Аякс» провёл 31 мая 1962 года против клуба «’т Гой», который проходил в рамках четвёртого раунда Кубка Нидерландов.

### АДО и «Блау-Вит»

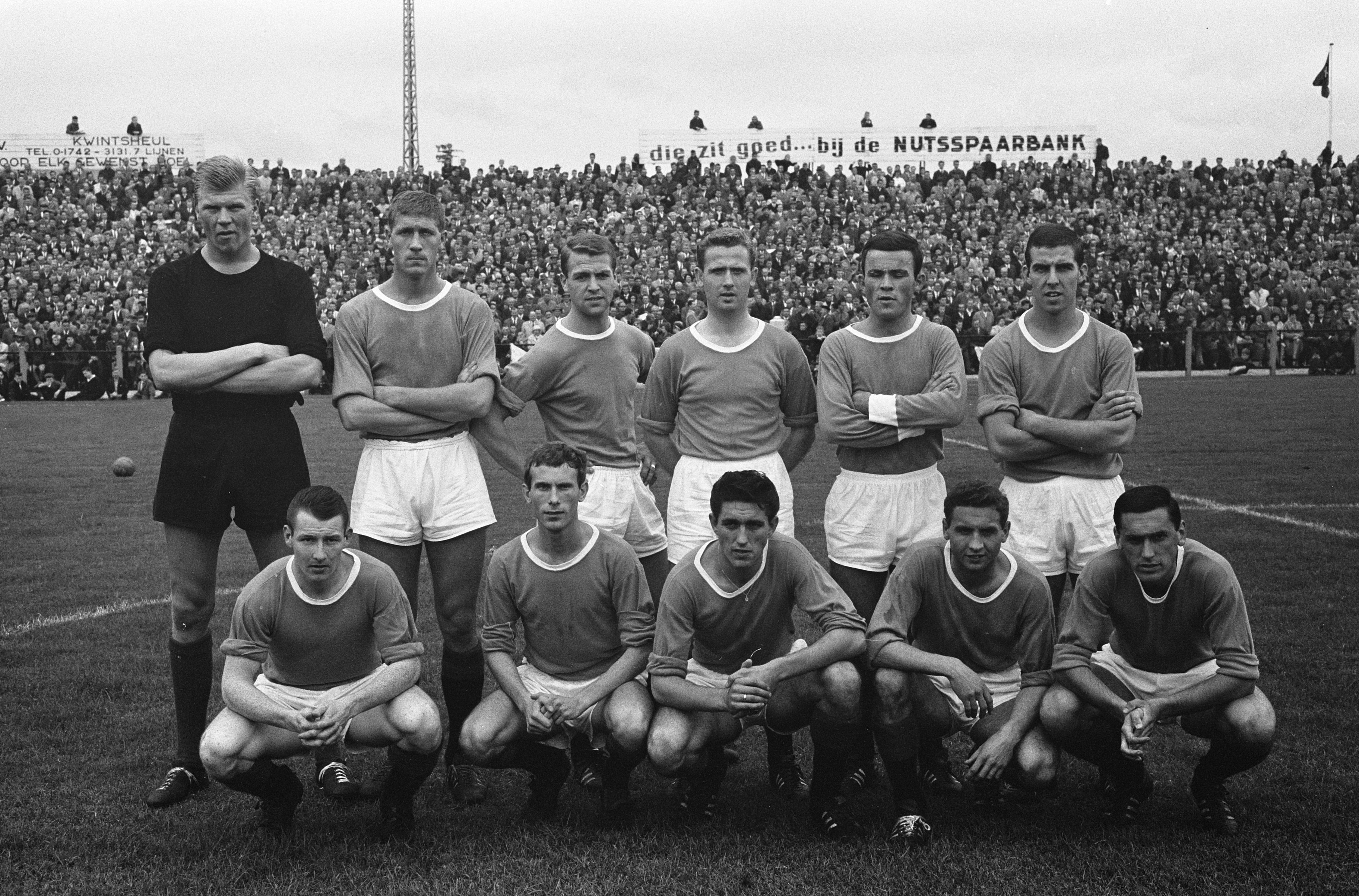
Игроки АДО в сентябре 1963 года — Фелдманн первый справа в нижнем ряду

В июне 1962 года перешёл в клуб АДО из Гааги — сумма трансфера составила 40 тысяч гульденов. В новой команде дебютировал 26 августа 1962 года в матче чемпионата с ПСВ, получив низкие оценки от прессы за свою игру. В сентябре выбыл на несколько месяцев из-за заболевания мононуклеозом. Его возвращение  состоялось 24 марта 1963 года в матче с «Фортуной». 29 мая забил первый гол в сезоне, отличившись в четвертьфинале Кубка Нидерландов с «Эйндховеном». В том сезоне АДО дошёл до финала кубка, в котором проиграл «Виллему II» со счётом 0:3. В чемпионате сезона 1962/63 Фелдманн сыграл только в 11 встречах.

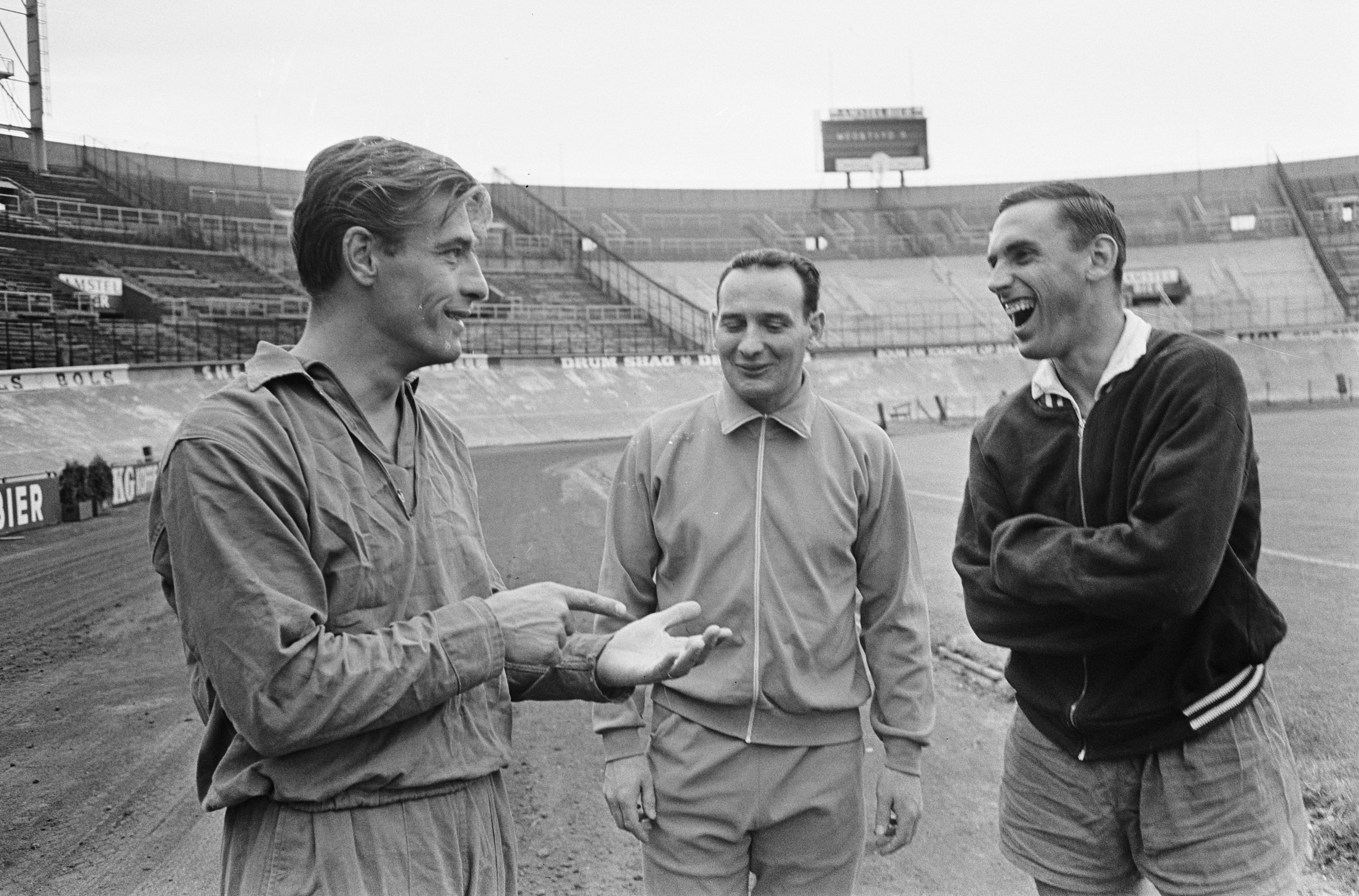
Фелдманн (справа) в августе 1965 года вместе с тренером Китом Спердженом и Ари ден Ауде во время выступления за «Блау-Вит»

Свой второй сезон в АДО начинал как игрок основного состава, но в декабре 1963 года получил дисквалификацию за инцидент в гостевом матче с «Фортуной». Незадолго до перерыва Фелдманн ударил вратаря «Фортуны» Пита Вогелса, после чего вступил в перепалку с защитником Кором ван дер Хартом. Оба футболиста были отстранены на четыре матча. До конца сезона больше не появлялся на поле и в июне 1964 года был выставлен руководством клуба на трансфер.
Тем не менее он остался в АДО и был заявлен на предстоящий сезон 1964/65. 6 сентября 1964 года впервые после долгого перерыва сыграл в чемпионате, выйдя на замену в матче с ГВАВ и практически сразу получил предупреждение за грубую игру против Мартина Кумана. После этого матча получил дисквалификацию на четыре недели. До конца года Фелдманн сыграл ещё в пяти матчах чемпионата и одной кубковой игре — АДО в том сезоне занял третье место в чемпионате.
В июле 1965 года стал игроком амстердамского «Блау-Вита», где воссоединился с бывшим тренером «Аякса» Китом Спердженом. В первом дивизионе дебютировал 29 августа в проигранном матче с «Ситтардией». Отыграв в «Блау-Вите» один сезон, Фелдманн вернулся в АДО, но стал играть только за резервные команды. В декабре 1966 года он был отстранён на четыре игры за неоднократное вмешательство в действия судьи во время матча третьего состава АДО.
Завершил игровую карьеру в возрасте 29 лет, поскольку не мог совмещать работу с тренировками.

## Личная жизнь
Отец — Францискюс Корнелис Фелдманн, мать — Теодора Вилхелмина Фредерика Шмидт. Родители были родом из Амстердама, они поженились в марте 1929 года — на момент женитьбы отец работал огранщиком алмазов. На протяжении трёх лет они проживали в Южной Африке, где родился их первый сын Виллем Эдюард, а в 1932 году вернулись в Амстердам.
Женился в возрасте двадцати четырёх лет — его супругой стала 25-летняя норвежка Альфхильда Нелли Бьёрдаль, уроженка коммуны Эрста. Их брак был зарегистрирован 27 декабря 1962 года в Эрсте, а свадьба состоялась в родной деревни невесты в 600 км. от Осло. Со своей будущей женой познакомился в сентябре 1960 года в Осло, когда «Аякс» играл против «Фредрикстада». Они начали переписываться, в результате чего норвежка переехала в Амстердам и начала изучать нидерландский язык. Доналд в течение шести месяцев брал уроки норвежского языка и трижды отдыхал в Норвегии, чтобы будущие молодожёны могли говорить на двух языках.
В браке родилось двое сыновей: Кнут и Нильс. Его супруга умерла в июне 1979 года в возрасте 41 года.

## Достижения
«Аякс»
- Чемпион Нидерландов: 1959/60

АДО
- Финалист Кубка Нидерландов: 1962/63

## Статистика по сезонам
| Клуб     | Сезон   | Лига | Лига | Кубок Нидерландов | Кубок Нидерландов | Европейские кубки | Европейские кубки | Прочие | Прочие | Итого | Итого |
| Клуб     | Сезон   | Игры | Голы | Игры              | Голы              | Игры              | Голы              | Игры   | Голы   | Игры  | Голы  |
| -------- | ------- | ---- | ---- | ----------------- | ----------------- | ----------------- | ----------------- | ------ | ------ | ----- | ----- |
| Аякс     | 1957/58 | 4    | 1    |                   |                   | 0                 | 0                 |        |        | 4     | 1     |
| Аякс     | 1958/59 | 4    | 0    | 3                 | 3                 |                   |                   |        |        | 7     | 3     |
| Аякс     | 1959/60 | 28   | 9    |                   |                   |                   |                   | 4      | 0      | 32    | 9     |
| Аякс     | 1960/61 | 12   | 7    | 2                 | 0                 | 3                 | 0                 |        |        | 17    | 7     |
| Аякс     | 1961/62 | 14   | 6    | 1                 | 0                 | 3                 | 2                 |        |        | 18    | 8     |
| Аякс     | Итого   | 62   | 23   | 6                 | 3                 | 6                 | 2                 | 4      | 0      | 78    | 28    |
| АДО      | 1962/63 | 11   | 0    | 3+                | 2                 |                   |                   |        |        | 14    | 2     |
| АДО      | 1963/64 | 8    | 0    | 0                 | 0                 |                   |                   |        |        | 8     | 0     |
| АДО      | 1964/65 | 6    | 0    | 1                 | 0                 |                   |                   |        |        | 7     | 0     |
| АДО      | Итого   | 25   | 0    | 4+                | 2                 |                   |                   |        |        | 29+   | 2     |
| Блау-Вит | 1965/66 | 4    | 0    | ?                 | 0                 |                   |                   |        |        | 4     | 0     |
| Блау-Вит | Итого   | 4    | 0    | ?                 | 0                 |                   |                   |        |        | 4     | 0     |